# Philippe Dupuis
Pour les articles homonymes, voir Philippe Dupuis (ingénieur) et Dupuis (homonymie).
Philippe Dupuis (né le 24 avril 1985 à Laval, Québec, au Canada) est un joueur professionnel canadien de hockey sur glace.

## Carrière de joueur
Après quelques années au sein de la Ligue de hockey junior majeur du Québec, il rejoint le club-école des Blue Jackets de Columbus, le Crunch de Syracuse de la Ligue américaine de hockey. Il avait été précédemment repêché par Columbus en 2003.
En 2007-2008, il a été échangé à l'Avalanche du Colorado avec Darcy Campbell en retour de Mark Rycroft. Il est assigné aux Monsters du lac Érié. Le 12 décembre 2008, il joue son premier match dans la Ligue nationale de hockey. En juillet 2012, il signe avec les Penguins de Pittsburgh un contrat d'une saison lui permettant de jouer soit dans la LNH avec Pittsburgh soit dans la Ligue américaine de hockey avec les Penguins de Wilkes-Barre/Scranton

## Statistiques
| Saison     | Équipe                            | Ligue      |     | Saison régulière | Saison régulière | Saison régulière | Saison régulière | Saison régulière |    | Séries éliminatoires | Séries éliminatoires | Séries éliminatoires | Séries éliminatoires | Séries éliminatoires |
| Saison     | Équipe                            | Ligue      | PJ  | B                | A                | Pts              | Pun              | PJ               | B  | A                    | Pts                  | Pun                  |                      |                      |
| 2001-2002  | Olympiques de Hull                | LHJMQ      | 67  | 7                | 14               | 21               | 59               | 12               | 6  | 5                    | 11                   | 14                   |                      |                      |
| 2002-2003  | Olympiques de Hull                | LHJMQ      | 68  | 22               | 34               | 56               | 89               | 20               | 2  | 4                    | 6                    | 22                   |                      |                      |
| 2003-2004  | Olympiques de Gatineau            | LHJMQ      | 60  | 18               | 37               | 55               | 77               | 15               | 6  | 10                   | 16                   | 14                   |                      |                      |
| 2004-2005  | Huskies de Rouyn-Noranda          | LHJMQ      | 62  | 34               | 50               | 84               | 60               | 10               | 5  | 3                    | 8                    | 8                    |                      |                      |
| 2005-2006  | Wildcats de Moncton               | LHJMQ      | 56  | 32               | 76               | 108              | 52               | 19               | 14 | 18                   | 32                   | 14                   |                      |                      |
| 2006-2007  | Bombers de Dayton                 | ECHL       | 8   | 3                | 2                | 5                | 8                | 19               | 6  | 9                    | 15                   | 28                   |                      |                      |
| 2006-2007  | Crunch de Syracuse                | LAH        | 51  | 11               | 11               | 22               | 18               | -                | -  | -                    | -                    | -                    |                      |                      |
| 2007-2008  | Crunch de Syracuse                | LAH        | 29  | 7                | 4                | 11               | 2                | -                | -  | -                    | -                    | -                    |                      |                      |
| 2007-2008  | Monsters du lac Érié              | LAH        | 17  | 5                | 3                | 8                | 12               | -                | -  | -                    | -                    | -                    |                      |                      |
| 2008-2009  | Monsters du lac Érié              | LAH        | 67  | 17               | 29               | 46               | 42               | -                | -  | -                    | -                    | -                    |                      |                      |
| 2008-2009  | Avalanche du Colorado             | LNH        | 8   | 0                | 0                | 0                | 4                | -                | -  | -                    | -                    | -                    |                      |                      |
| 2009-2010  | Monsters du lac Érié              | LAH        | 68  | 16               | 19               | 35               | 47               | -                | -  | -                    | -                    | -                    |                      |                      |
| 2009-2010  | Avalanche du Colorado             | LNH        | 4   | 0                | 1                | 1                | 2                | -                | -  | -                    | -                    | -                    |                      |                      |
| 2010-2011  | Avalanche du Colorado             | LNH        | 74  | 6                | 11               | 17               | 40               | -                | -  | -                    | -                    | -                    |                      |                      |
| 2011-2012  | Maple Leafs de Toronto            | LNH        | 30  | 0                | 0                | 0                | 12               | -                | -  | -                    | -                    | -                    |                      |                      |
| 2011-2012  | Marlies de Toronto                | LAH        | 42  | 15               | 16               | 31               | 8                | 17               | 4  | 10                   | 14                   | 20                   |                      |                      |
| 2012-2013  | Penguins de Wilkes-Barre/Scranton | LAH        | 34  | 2                | 9                | 11               | 14               | -                | -  | -                    | -                    | -                    |                      |                      |
| 2013-2014  | Hambourg Freezers                 | DEL        | 50  | 13               | 22               | 35               | 32               | 10               | 2  | 3                    | 5                    | 0                    |                      |                      |
| 2014-2015  | Hambourg Freezers                 | DEL        | 28  | 7                | 17               | 24               | 18               | -                | -  | -                    | -                    | -                    |                      |                      |
| 2015-2016  | Hambourg Freezers                 | DEL        | 52  | 17               | 18               | 35               | 46               | -                | -  | -                    | -                    | -                    |                      |                      |
| 2016-2017  | Nürnberg Ice Tigers               | DEL        | 52  | 10               | 26               | 36               | 38               | 13               | 4  | 5                    | 9                    | 20                   |                      |                      |
| 2017-2018  | Nürnberg Ice Tigers               | DEL        | 52  | 14               | 24               | 38               | 18               | 11               | 1  | 6                    | 7                    | 6                    |                      |                      |
| 2018-2019  | Nürnberg Ice Tigers               | DEL        | 50  | 12               | 24               | 36               | 36               | 8                | 0  | 3                    | 3                    | 12                   |                      |                      |
| 2019-2020  | Nürnberg Ice Tigers               | DEL        | 28  | 2                | 16               | 18               | 20               | -                | -  | -                    | -                    | -                    |                      |                      |
| Totaux LNH | Totaux LNH                        | Totaux LNH | 116 | 6                | 12               | 18               | 62               | -                | -  | -                    | -                    | -                    |                      |                      |

## Transactions en carrière
- 2003 : repêché par les Blue Jackets de Columbus à la 104e position lors du quatrième tour du repêchage de la LNH.
- 22 janvier 2008 : échangé à l'Avalanche du Colorado par les Blue Jackets de Columbus avec Darcy Campbell en retour de Mark Rycroft.
- 4 juillet 2012 : signe avec les Penguins de Pittsburgh